# Teologia de Bento XVI

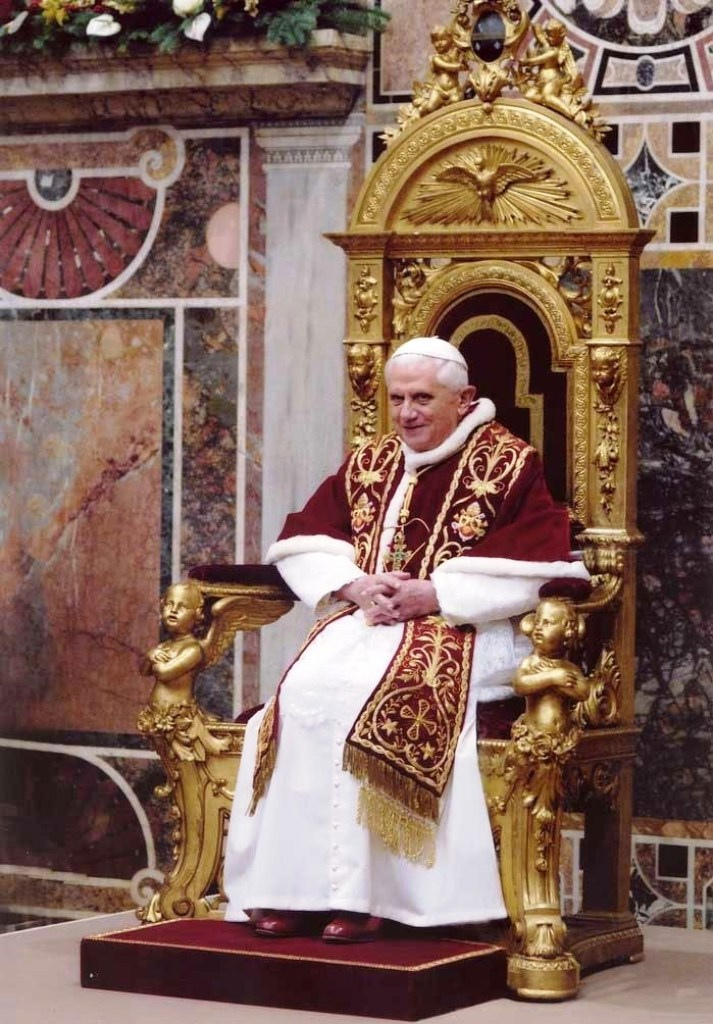
O Papa Bento XVI no Palácio Apostólico, Vaticano, em 2011

A teologia do Papa Bento XVI, conforme promulgada durante seu pontificado, consiste principalmente em três cartas encíclicas sobre o amor (2005), a esperança (2007) e a "caridade na verdade" (2009), bem como documentos apostólicos e vários discursos e entrevistas. A teologia do Papa Bento XVI passou por desenvolvimentos ao longo dos anos, muitos dos quais foram caracterizados por sua posição de liderança na Congregação para a Doutrina da Fé, que é encarregada de preservar a fé católica em sua totalidade.
Sua teologia originou-se da visão de que Deus fala conosco por meio da Igreja hoje e não apenas por meio da Bíblia. A Bíblia não ensina ciências naturais, mas sim é um testemunho da revelação de Deus.

## Teologia
Bento falou como teólogo e como prefeito da Congregação para a Doutrina da Fé muito antes de se tornar Papa. É em suas três encíclicas e outras cartas papais que vemos sua teologia em evolução combinada com sua autoridade como Papa.

### Deus é amor
Na sua primeira Encíclica como Papa, Deus Caritas Est, Bento XVI descreve Deus como amor e fala do amor que Deus nos concede e que nós, por nossa vez, devemos partilhar com os outros através de actos de caridade.
A sua carta tem duas partes. Uma parte especulativa teológica, na qual ele descreve "o vínculo intrínseco entre esse Amor e a realidade do amor humano". A segunda parte trata de aspectos práticos e chama o mundo a uma nova energia e compromisso na sua resposta ao amor de Deus.
Bento escreve sobre o amor a Deus, e considera isso importante e significativo, porque vivemos em um tempo em que "o nome de Deus às vezes é associado à vingança ou mesmo a um dever de ódio e violência":
Viemos a conhecer e a crer no amor que Deus tem por nós. Viemos a crer no amor de Deus: nestas palavras o cristão pode expressar a decisão fundamental da sua vida. Ser cristão não é o resultado de uma escolha ética ou de uma ideia elevada, mas o encontro com um acontecimento, uma pessoa, que dá à vida um novo horizonte e uma direção decisiva. O Evangelho de São João descreve esse acontecimento com estas palavras: "Deus amou tanto o mundo que deu o seu Filho unigênito, para que todo aquele que nele crê tenha a vida eterna" (3, 16). Ao reconhecer a centralidade do amor, a fé cristã manteve o cerne da fé de Israel, ao mesmo tempo que lhe deu nova profundidade e amplitude. O judeu piedoso rezava diariamente as palavras do Livro do Deuteronômio que expressavam o coração da sua existência: "Ouve, Israel: o Senhor nosso Deus é o único Senhor, e amarás o Senhor teu Deus de todo o teu coração, de toda a tua alma e de todas as tuas forças" (6, 4–5). Jesus uniu em um único preceito este mandamento do amor a Deus e o mandamento do amor ao próximo encontrado no Livro do Levítico: "Amarás o teu próximo como a ti mesmo" (19, 18; cf. Mc 12, 29–31). Uma vez que Deus nos amou primeiro (cf. 1 Jo 4, 10), o amor agora não é mais um mero "mandamento"; é a resposta ao dom do amor com o qual Deus se aproxima de nós.— Deus caritas est, 1
Bento desenvolve uma visão positiva do sexo e do eros nesta primeira encíclica, que acabaria com a visão vitoriana do corpo humano. O amor entre o homem e a mulher é um dom de Deus, que não deve ser explorado:
Hoje em dia, o cristianismo do passado é frequentemente criticado por ter sido oposto ao corpo; e é bem verdade que tendências desse tipo sempre existiram. ... mas ... eros, reduzido a puro "sexo", tornou-se uma mercadoria, uma mera "coisa" a ser comprada e vendida, ou melhor, o próprio homem se torna uma mercadoria. Este dificilmente é o grande "sim" do homem ao corpo. Pelo contrário, ele agora considera seu corpo e sua sexualidade como a parte puramente material de si mesmo, a ser usada e explorada à vontade.
Na encíclica, Bento evita as condenações que caracterizavam seus escritos como prefeito da Congregação para a Doutrina da Fé e também corrige uma visão do sexo como puramente para procriação.

### Esperança baseada na fé

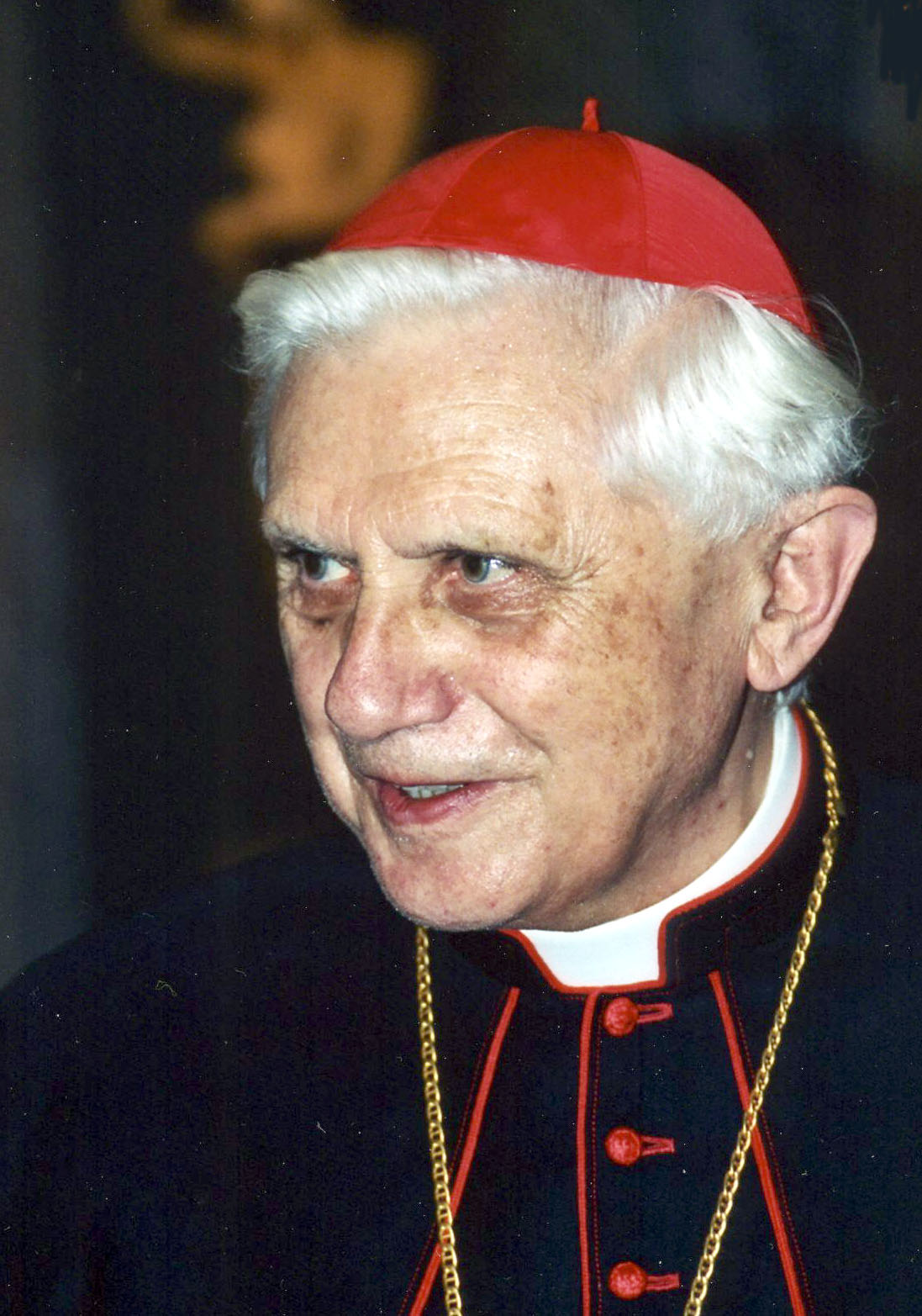

Na sua segunda encíclica, Spe Salvi, Bento XVI explica o conceito de esperança baseada na fé no Novo Testamento e na Igreja primitiva. Ele sugere um redirecionamento de esperanças muitas vezes míopes. A verdadeira esperança deve ser baseada na fé em Deus que é amor. Cristo, a expressão mais manifesta do amor de Deus, morre na cruz não para acabar com a escravidão, as misérias ou outros problemas temporais.
Bento argumenta em sua carta contra duas noções equivocadas de esperança: 1.) Cristãos que podem ter focado suas esperanças demais em sua própria salvação eterna, e 2.) aqueles que colocaram sua esperança exclusivamente na ciência, racionalidade, liberdade e justiça para todos, excluindo assim qualquer noção de Deus e eternidade. Os cristãos encontram esperança duradoura ao encontrar seu Deus amoroso, e isso tem consequências reais para a vida cotidiana. Em seu comentário sobre a escravidão, Bento assume a atitude dos cristãos no Império Romano:
Levantamos a questão: pode o nosso encontro com o Deus que em Cristo nos mostrou o seu rosto e abriu o seu coração ser para nós também não apenas "informativo", mas "performativo" — isto é, pode mudar as nossas vidas, para que saibamos que somos redimidos através da esperança que ele expressa? Antes de tentar responder à questão, voltemos mais uma vez à Igreja primitiva. Não é difícil perceber que a experiência da escrava africana Bakhita foi também a experiência de muitos no período do cristianismo nascente que foram espancados e condenados à escravidão. O cristianismo não trouxe uma mensagem de revolução social como a do malfadado Espártaco, cuja luta levou a tanto derramamento de sangue. Jesus não era Espártaco, ele não estava engajado em uma luta pela libertação política como Barrabás ou Bar-Kochba. Jesus, que morreu na cruz, trouxe algo totalmente diferente: um encontro com o Senhor dos senhores, um encontro com o Deus vivo e, portanto, um encontro com uma esperança mais forte que os sofrimentos da escravidão, uma esperança que, portanto, transformou a vida e o mundo a partir de dentro.— Spe Salvi, 4
Bento XVI se refere a São Paulo que escreveu da prisão: "Paulo está enviando o escravo de volta ao mestre de quem ele havia fugido, não ordenando, mas pedindo: 'Eu apelo a você por meu filho... cujo pai me tornei na minha prisão... estou enviando-o de volta a você, enviando meu próprio coração... talvez seja por isso que ele foi separado de você por um tempo, para que você possa tê-lo de volta para sempre, não mais como um escravo, mas mais do que um escravo, como um irmão amado'" (Fm 1, 10-16). Ele se refere então à Carta aos Hebreus, que diz que os cristãos aqui na terra não têm uma pátria permanente, mas buscam uma que está no futuro (cf. Hb 11, 13-16; Fl 3, 20).
Para Bento, isso não significa por um momento que eles viveram apenas para o futuro: a sociedade presente é reconhecida pelos cristãos como um exílio; eles pertencem a uma nova sociedade que é o objetivo de sua peregrinação comum e que é antecipada no curso dessa peregrinação. Um cristão tem um presente e um futuro, por causa da esperança em Jesus Cristo, que muda a vida. Toda conduta humana séria e correta é esperança em ação. Essa esperança dá uma perspectiva realista para entender o sofrimento e ajudar os outros: podemos tentar limitar o sofrimento, lutar contra ele, mas não podemos eliminá-lo. É quando tentamos evitar o sofrimento, afastando-nos de qualquer coisa que possa envolver dor, quando tentamos nos poupar do esforço e da dor de buscar a verdade, o amor e a bondade, que caímos em uma vida de vazio, na qual pode não haver quase nenhuma dor, mas a sensação sombria de falta de sentido e abandono é ainda maior.
Bento XVI acredita que não é evitando ou fugindo do sofrimento que somos curados, mas sim pela nossa capacidade de o aceitar, amadurecer através dele e encontrar sentido através da união com Cristo, que sofreu com amor infinito.

### A Eucaristia e a Igreja
Numa carta especial sobre a Eucaristia e a Igreja, Bento descreve a Eucaristia como o princípio causal da Igreja.
Através do sacramento da Eucaristia, Jesus atrai os fiéis para a sua "hora"; mostra-nos o vínculo que quis estabelecer entre si e nós, entre a sua pessoa e a Igreja.— Sacramentum Caritatis, 14
Um olhar contemplativo "para aquele que trespassaram" (Jo 19, 37) leva-nos a refletir sobre a conexão causal entre o sacrifício de Cristo, a Eucaristia, e a Igreja. A Igreja "vive da Eucaristia" (31). Uma vez que a Eucaristia torna presente o sacrifício redentor de Cristo, devemos começar por reconhecer que "há uma influência causal da Eucaristia nas próprias origens da Igreja". A Eucaristia é Cristo que se doa a nós e nos edifica continuamente como seu corpo. Por isso, na impressionante interacção entre a Eucaristia que edifica a Igreja e a própria Igreja que "faz" a Eucaristia, a causalidade primária exprime-se na primeira fórmula: a Igreja é capaz de celebrar Cristo presente na Eucaristia precisamente porque Cristo se lhe entregou primeiro no sacrifício da Cruz. A capacidade da Igreja de "fazer" a Eucaristia está completamente enraizada na entrega de Cristo a ela.
O que significa isto? Segundo Bento, a Eucaristia, que é união com Cristo, tem um impacto profundo nas nossas relações sociais. Porque "a união com Cristo é também união com todos aqueles a quem ele se dá. Não posso possuir Cristo só para mim; só posso pertencer-lhe em união com todos aqueles que se tornaram, ou que se tornarão, seus."
A relação entre o mistério eucarístico e o compromisso social deve ser explicitada. A Eucaristia é o sacramento da comunhão entre irmãos e irmãs que se deixam reconciliar em Cristo, que fez dos judeus e pagãos um só povo, derrubando o muro de inimizade que os dividia (cf. Ef 2, 14). Somente este impulso constante para a reconciliação nos permite participar dignamente do Corpo e do Sangue de Cristo (cf. Mt 5, 23–24).— Sacramentum caritatis, 242

## Teologia, ciência e o diálogo com outras culturas
Num discurso dirigido ao corpo docente da Universidade de Ratisbona, na Alemanha, Bento XVI discutiu as pré-condições para um diálogo eficaz com o Islão e outras culturas. Isto requer uma revisão da teologia e da ciência. O Papa considera o conceito moderno de ciência demasiado estreito a longo prazo, porque permite a determinação da "certeza" apenas a partir da interação de elementos matemáticos e empíricos. "Qualquer coisa que pretenda ser ciência deve ser medida em relação a este critério. Daí que as ciências humanas, como a história, a psicologia, a sociologia e a filosofia, tentem conformar-se a este cânone da ciência."
Essa visão limitada do método científico exclui a questão de Deus, fazendo-a parecer uma questão não científica ou pré-científica. Para a filosofia e, embora de uma forma diferente, para a teologia, ouvir as grandes experiências e percepções das tradições religiosas da humanidade, e aquelas da fé cristã em particular, é uma fonte de conhecimento, e ignorá-la seria uma restrição inaceitável de nossa escuta e resposta.
O Ocidente há muito que está em perigo devido a esta aversão às questões que fundamentam a sua racionalidade, e só pode sofrer grandes danos com isso.— Discurso do Papa Bento XVI em Ratisbona
Bento reconhece "sem reservas" os muitos aspectos positivos da ciência moderna e considera a busca pela verdade como essencial ao espírito cristão, mas ele favorece uma ampliação do nosso conceito restrito de razão e sua aplicação para incluir experiências filosóficas e teológicas, não apenas como um objetivo em si mesmo, mas para que possamos entrar como cultura no diálogo com as outras religiões e culturas a partir de uma perspectiva mais ampla:
Somente assim nos tornamos capazes daquele diálogo genuíno de culturas e religiões tão urgentemente necessário hoje. No mundo ocidental, é amplamente sustentado que apenas a razão positivista e as formas de filosofia baseadas nela são universalmente válidas. No entanto, as culturas profundamente religiosas do mundo veem essa exclusão do divino da universalidade da razão como um ataque às suas convicções mais profundas. Uma razão que é surda ao divino e que relega a religião ao reino das subculturas é incapaz de entrar no diálogo das culturas.— Discurso do Papa Bento XVI em Ratisbona
Este objetivo do Papa Bento XVI até agora não foi amplamente revisado.

## Teologia de Joseph Ratzinger

### Congregação para a Doutrina da Fé
Ratzinger tornou-se conhecido como teólogo por sua posição na Congregação para a Doutrina da Fé, que chefiou de 1981 até sua eleição para o Papado. Embora progressista durante o Concílio Vaticano II, com os desenvolvimentos na Alemanha após o concílio, ele "transformou-se de um jovem teólogo liberal em um guardião intransigente dos ortodoxos". Somente na década de setenta ele sentiu que havia desenvolvido sua própria visão teológica. Como chefe da doutrina após 1981, Ratzinger descreveu-se como um "cão de guarda" sobre o ensino da igreja.

#### Pergunta de Karl Rahner
Essa "visão teológica própria" levantou questões por parte de teólogos liberais críticos, como Hans Küng e Karl Rahner.
Seria importante para ele distinguir entre Ratzinger, o teólogo, com suas posições justificadas e talvez às vezes problemáticas, e Ratzinger, o Prefeito da Congregação da Fé. Todo prelado romano tem direito às suas próprias visões teológicas. Mas ele não deve usar seu Ofício para forçá-las aos outros. Essa diferença é importante, mas é claro que também é muito difícil de ser realizada na prática.— Karl Rahner

### Revelação divina
Tudo começou com o "drama da minha dissertação", como ele a chamou, um pós-doutorado aparentemente sem importância sobre Boaventura, que quase lhe foi negado por causa das sérias reservas de alguns professores com sua interpretação da revelação divina. Ratzinger sustentava que Deus continua a se revelar ao longo da história e não apenas uma vez aos autores da Bíblia.
Refiro-me ao que pode ser chamado de positivismo cristão. A crença cristã não se preocupa meramente com o eterno, o "totalmente outro", … pelo contrário, preocupa-se muito mais com Deus na história, com Deus como homem. Ao parecer assim transpor o abismo entre o eterno e o temporal, entre o visível e o invisível, ao fazer-nos encontrar Deus como homem, o eterno como o temporal, como um de nós, ela se conhece como revelação— Joseph Ratzinger, Introdução ao Cristianismo, Seabury, Nova York, 1979, p. 27

#### Criação e Queda
Em 1995, Ratzinger lançou o livro "No princípio...": Uma compreensão católica da história da criação e da queda. Nele, ele explica que o mundo não é um caos de forças mutuamente opostas; nem é a morada de poderes demoníacos dos quais os seres humanos devem se proteger. Em vez disso, tudo isso vem de um poder, da eterna Razão de Deus, que se tornou - na Palavra - o poder da criação. Tudo isso vem da mesma Palavra de Deus que encontramos no ato da fé. A Bíblia foi escrita para nos ajudar a entender a eterna Razão de Deus. A Sagrada Escritura em sua totalidade não foi escrita do começo ao fim como um romance ou um livro didático. É, em vez disso, o eco da história de Deus com seu povo. O tema da criação não é estabelecido de uma vez por todas em um só lugar; em vez disso, acompanha Israel ao longo de sua história e, de fato, todo o Antigo Testamento é uma jornada com a Palavra de Deus. Nesse aspecto, o Antigo e o Novo Testamento pertencem um ao outro. Assim, cada parte individual deriva seu significado do todo, e o todo deriva seu significado de Cristo.

#### Teologia da aliança
Em sua teologia da aliança, Ratzinger fornece uma interpretação unificada das Escrituras centrada na pessoa e obra de Jesus, com implicações que vão da Eucaristia à compreensão adequada do ecumenismo. Bento XVI sustenta que a Cristologia deve estar enraizada na teologia da aliança do Novo Testamento, que se baseia na unidade de toda a Bíblia. Nessa teologia da aliança, a aliança abraâmica, conforme cumprida pela nova aliança, é vista como fundamental e duradoura, enquanto a aliança mosaica é interveniente (Rm 5:20). As promessas da aliança dadas a Abraão garantem a continuidade da história da salvação, dos patriarcas a Jesus e à Igreja, que está aberta a judeus e gentios. A Última Ceia serviu para selar a nova aliança, e a Eucaristia é uma reencenação contínua dessa renovação da aliança. Seguindo a Carta aos Hebreus, Bento descreve a morte de Jesus, juntamente com a Eucaristia, na qual o sangue de Jesus é oferecido ao Pai, como a realização perfeita do Dia da Expiação (cf. Hb 9, 11-14.24-26).

#### Papel da Igreja
Compreender a revelação contínua de Deus é a razão pela qual a Igreja é importante em todas as épocas. A visão de Bento XVI sobre a Igreja, a eclesiologia, coloca muita ênfase na Igreja Católica e suas instituições, como o instrumento pelo qual a mensagem de Deus se manifesta na Terra: uma visão do papel universal da Igreja em todo o mundo que tende a resistir à pressão local para se submeter a tendências sociais externas em países ou culturas específicas.
Como tal, como todos os seus predecessores, ele não vê a busca pela verdade moral como um processo dialético e incremental, argumentando que questões essenciais de fé e moral são universalmente verdadeiras e, portanto, devem ser determinadas no nível universal: "a igreja universal ... tem precedência, ontológica e temporalmente, sobre as igrejas locais individuais". Consequentemente, também ele foi frequentemente visto como um jogador-chave na centralização da hierarquia sob o Papa João Paulo II.

#### Papel da liturgia
Comentários de Ratzinger sobre a Missa:
Há cada vez mais uma tendência hoje, de resolver a religião cristã completamente em amor fraternal, companheirismo, e não admitir qualquer amor direto a Deus ou adoração a Deus. ... Não é difícil ver... como essa concepção à primeira vista muito atraente falha em compreender não apenas a substância do cristianismo, mas também a da verdadeira humanidade. O amor fraternal que visa à autossuficiência se tornaria por essa mesma razão o egoísmo extremo da autoafirmação.— Joseph Ratzinger (1979)

#### Continuidade do Vaticano II
Esta citação de Ratzinger sobre a reforma litúrgica conciliar é simbólica para sua interpretação do Concílio Vaticano II. Ratzinger fala positivamente sobre ele, mas diferencia entre o concílio e um espírito do concílio que não tem nada em comum com seus textos e resoluções. Ele acreditava que elementos essenciais do Concílio, como o espírito da liturgia, ainda precisam se materializar. Ele, no entanto, declarou em livros e entrevistas que o Vaticano II não representou uma ruptura radical; uma nova era, mas uma reformulação mais pastoral de velhas verdades, doutrina anterior, mas aplicou os ensinamentos dos apóstolos e pais da igreja ao mundo contemporâneo.
Nenhum dos Padres Conciliares viu um fim da Idade Média ou uma revolução. Ela foi vista como uma continuação das reformas iniciadas por Pio X e sistemática, mas gentilmente continuadas por Pio XII.— Joseph Cardinal Ratzinger, Aus meinem Leben, Erinnerungen, DVA, 1997, p.104
Na verdade, os documentos do Concílio citaram 205 vezes o alegado conservador Papa Pio XII, mais do que qualquer outra pessoa. Bento também se manifestou contra algumas inovações pós-conciliares, especialmente novidades litúrgicas, que esquecem o seu propósito, e continua a lembrar aos fiéis que o Concílio não eliminou totalmente o antigo rito e muitas das suas nobres características.
Na missa pré-conclave com os cardeais reunidos na Basílica de São Pedro, ele alertou: "Estamos caminhando para uma ditadura do relativismo que não reconhece nada como definitivo e tem como valor mais alto o próprio ego e os próprios desejos". Em seu discurso de Natal à Cúria Romana, ele pediu que o Concílio fosse interpretado não com a "hermenêutica da descontinuidade e da ruptura", mas com a "hermenêutica da reforma, da renovação na continuidade do único sujeito-Igreja que o Senhor nos deu".

### Outras opiniões teológicas
O Papa João Paulo II e Ratzinger se opuseram fortemente à teologia da libertação como um movimento político. Bento XVI reconheceu os bons aspectos do catolicismo carismático, ao mesmo tempo em que "forneceu algumas advertências".

## Diálogo com outras religiões
A abordagem do Cardeal Ratzinger ao diálogo ecumênico foi fundamentalmente centrada em sua teologia da aliança , conforme descrito em sua obra Muitas religiões – Uma aliança: Israel, a Igreja e o mundo (1999). Em 2000, a Congregação para a Doutrina da Fé emitiu um documento intitulado Dominus Iesus, que criou muita controvérsia. Alguns grupos religiosos se ofenderam com o documento porque ele supostamente afirmava que "somente na Igreja Católica está a salvação eterna". No entanto, esta declaração não aparece em nenhum lugar do documento. O documento condenou "teorias relativistas" do pluralismo religioso e descreveu outras religiões como "gravemente deficientes" nos meios de salvação. O documento tinha como objetivo principal se opor a teólogos católicos como o aclamado Jacques Dupuis, que argumentava que outras religiões poderiam conter meios de salvação dados por Deus não encontrados na Igreja de Cristo, mas ofendeu muitos líderes religiosos. Líderes religiosos judeus boicotaram várias reuniões inter-religiosas em protesto.

### Outras denominações cristãs
Em Dominus Iesus, de autoria de Ratzinger em 2000, a famosa cláusula "filioque" ("e o Filho") foi omitida. Ela foi uma fonte de conflito entre a Igreja Católica e a Igreja Ortodoxa por quase mil anos. Com isso, Ratzinger estendeu a mão sobre o abismo teológico/histórico que separava as Igrejas Orientais e Ocidentais. Então, como Papa em 2007, ele aprovou um documento que afirmava que as igrejas ortodoxas eram defeituosas porque não reconheciam a primazia do Papa, e que outras denominações cristãs não eram igrejas verdadeiras porque não tinham sucessão apostólica; um movimento que gerou críticas de denominações ortodoxas e protestantes.

### Judaísmo
O Papa Bento XVI criou controvérsia quando disse que a Igreja está esperando o momento em que os judeus "dirão sim a Cristo". Ele continuou dizendo: "Nós acreditamos nisso. O fato é, no entanto, que nossa convicção cristã é que Cristo também é o Messias de Israel".

### Islão
Bento XVI pediu aos cristãos que "abrissem seus braços e corações" aos imigrantes muçulmanos e "dialogassem" com eles sobre questões religiosas. Ele também pediu conversas pacíficas com os muçulmanos e foi contra a Guerra do Iraque.

### Budismo
Os críticos lembraram que em março de 1997 o Cardeal Ratzinger previu que o budismo, ao longo do próximo século, substituiria o marxismo como o principal "inimigo" da Igreja Católica. Alguns também o criticaram por chamar o budismo de uma "espiritualidade autoerótica" que oferecia "transcendência sem impor obrigações religiosas concretas", embora isso possa ser uma tradução incorreta do francês auto-erotisme, que se traduz mais propriamente como auto-absorção ou narcisismo. A citação também não abordou o budismo como tal, mas sim sobre como o budismo "parece" para os europeus que o usam para obter algum tipo de experiência espiritual autossatisfatória.

## Questões sociais
Antes de se tornar Papa, o Cardeal Ratzinger era uma figura bem conhecida e bastante controversa dentro e fora da Igreja Católica. De acordo com Hans Küng, "o antecessor de Ratzinger, João Paulo II, lançou um programa de restauração eclesiástica e política, que ia contra as intenções do Concílio Vaticano II. ... E Ratzinger foi seu assistente mais leal, mesmo em um momento inicial. Poderíamos chamá-lo de um período de restauração do regime romano pré-conciliar.
As opiniões de Bento XVI eram semelhantes às de seu antecessor, o Papa João Paulo II, ao manter as posições tradicionais sobre controle de natalidade, aborto e homossexualidade, além de promover o ensino social católico. Em sua biografia, o jornalista John L Allen Jr. retratou o Cardeal Ratzinger como uma figura que às vezes expressava opiniões mais conservadoras do que o Papa João Paulo II. Como Papa Bento, ele foi notado por ser menos franco do que o previsto. Embora se opusesse à aplicação da pena de morte, ele declarou, quando Prefeito da CDF, que pode haver uma "diversidade legítima de opinião" sobre o assunto. Ele também rejeitou que os divorciados pudessem se casar novamente durante a vida de seus cônjuges. Em uma carta de 1994 aos bispos, ele disse que aqueles que o fazem não estão em condições de receber a comunhão. Ele também sustentou que a Igreja Católica não possui autoridade para ordenar mulheres ao ministério sacramental sacerdotal.
Durante a década de 1980, como prefeito da Congregação para a Doutrina da Fé, ele criticou os teólogos da libertação e silenciou duas vezes o proponente Leonardo Boff.
Na obra O Espírito da Liturgia (2000), Ratzinger atacou o rock and roll como "a expressão de paixões elementares" e descreveu alguns concertos de rock como se tornando "uma forma de adoração... em oposição à adoração cristã". No entanto, ele é um grande amante da música clássica e folclórica, e incluiu muitas músicas novas em sua recente visita pastoral a Colônia.

### A dignidade e a inclusão dos homossexuais
A Igreja, sob o Papa João Paulo II e o Cardeal Ratzinger, assumiu a posição com base no Magistério tradicional católico, de que, embora confirme o respeito pelos indivíduos e mostre "grande respeito por essas pessoas que também sofrem", os serviços de casamento gay não devem ser tolerados na igreja e que os institutos de vida religiosa não devem ser disponibilizadas para eles.

#### Homossexualidade e direitos LGBT
Os defensores dos direitos LGBT criticaram amplamente sua carta de 1986 aos Bispos da Igreja, "sobre o atendimento pastoral das pessoas homossexuais", na qual ele declarou que "embora a inclinação particular da pessoa homossexual não seja um pecado, é uma tendência mais ou menos forte ordenada em direção a um mal moral intrínseco; e, portanto, a inclinação em si deve ser vista como uma desordem objetiva". No entanto, o então Cardeal Ratzinger também disse: "É deplorável que pessoas homossexuais tenham sido e sejam objeto de malícia violenta em discurso ou ação. Tal tratamento merece condenação dos pastores da Igreja onde quer que ocorra".
Em uma carta separada datada de 30 de setembro de 1985, Ratzinger repreendeu o arcebispo de Seattle, Raymond Hunthausen, por suas opiniões pouco ortodoxas sobre mulheres, homossexuais e questões doutrinárias, afirmando: "A Arquidiocese deve retirar todo o apoio a qualquer grupo que não aceite inequivocamente os ensinamentos do Magistério sobre o mal intrínseco da atividade homossexual". O arcebispo Hunthausen foi temporariamente afastado de sua autoridade.

#### Casamento entre pessoas do mesmo sexo e adoção gay
O Pontífice também defendeu as visões católicas tradicionais sobre o casamento entre pessoas do mesmo sexo; em 2004, ele disse ao jornal italiano La Repubblica: "Acima de tudo, devemos ter grande respeito por essas pessoas que também sofrem e que querem encontrar seu próprio modo de vida correto (incluindo também aqueles que desejam tentar ser gays e celibatários). Por outro lado, criar uma forma legal de um tipo de casamento homossexual, na realidade, não ajuda essas pessoas." O Papa mais tarde descreveu o casamento gay como "pseudo-matrimônio" e declarou que "as várias formas de dissolução do matrimônio hoje, como uniões livres, casamentos experimentais... por pessoas do mesmo sexo, são antes expressões de uma liberdade anárquica que erroneamente passa por verdadeira liberdade do homem."
Bento XVI também era contra casais gays adotando crianças; ele escreveu um artigo do Vaticano preocupado com a adoção de crianças por casais do mesmo sexo. "Permitir que crianças sejam adotadas por pessoas vivendo em tais uniões significaria, na verdade, fazer violência a essas crianças, no sentido de que sua condição de dependência seria usada para colocá-las em um ambiente que não é propício ao seu pleno desenvolvimento humano."

### AIDS
Em 1988, surgiu um debate dentro da Igreja Católica sobre se os preservativos poderiam ou não ser usados, não como contraceptivos, mas como um meio de prevenir a propagação do HIV/AIDS e outras doenças sexualmente transmissíveis. Em 1987, a Conferência dos Bispos Católicos dos Estados Unidos (USCCB) emitiu um documento sugerindo que a educação sobre o uso de preservativos poderia ser uma parte aceitável de um programa anti-AIDS. Em resposta, o Cardeal Ratzinger declarou que tal abordagem "resultaria pelo menos na facilitação do mal" – não apenas na sua tolerância.

### Aborto e política
Durante a campanha presidencial de 2004 nos Estados Unidos, o Cardeal Ratzinger declarou que os eleitores estariam "cooperando com o mal" se votassem em um candidato político precisamente por causa da posição permissiva do candidato sobre o aborto legalizado ou a eutanásia. Ele afirmou ainda, no entanto, que votar nesses candidatos por outras razões de gravidade proporcional, apesar de sua posição sobre o aborto/eutanásia, era justificável em princípio, um ensinamento adotado pela USCCB. Mas Ratzinger gerou controvérsia ao apoiar a negação da Sagrada Comunhão a esses políticos. Ele acrescentou, no entanto, que os bispos só deveriam reter a comunhão após se reunirem, ensinarem e alertarem os políticos primeiro.

### Tratamento de animais
Quando lhe perguntaram sobre a crueldade com animais em uma entrevista de 2002, ele disse: "Podemos ver que eles são entregues aos nossos cuidados, que não podemos simplesmente fazer o que quisermos com eles. Os animais também são criaturas de Deus. ... Certamente, uma espécie de uso industrial de criaturas, de modo que os gansos são alimentados de forma a produzir o maior fígado possível, ou as galinhas vivem tão amontoadas que se tornam apenas caricaturas de pássaros, essa degradação de criaturas vivas a uma mercadoria parece-me, de fato, contradizer a relação de mutualidade que aparece na Bíblia." O ensinamento da igreja estabelecido no Catecismo Católico é que "os animais são criaturas de Deus. Ele os cerca com Seu cuidado providencial. Por sua mera existência, eles O abençoam e Lhe dão glória. Assim, os homens devem-lhes gentileza. Devemos lembrar a gentileza com que santos como São Francisco de Assis ou São Filipe Néri trataram os animais. ... É contrário à dignidade humana fazer com que os animais sofram ou morram desnecessariamente."

### Política e outras questões

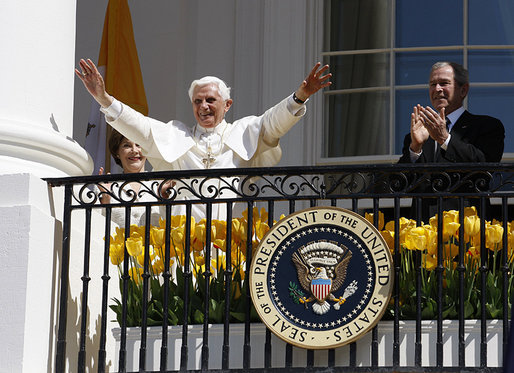
Bento XVI com George W. Bush na Casa Branca em 2008

"Não havia razões suficientes para desencadear uma guerra contra o Iraque", afirmou numa conferência de imprensa em 2003. "Para não falar do facto de que, tendo em conta as novas armas que permitem destruições que ultrapassam os grupos combatentes, deveríamos hoje perguntar-nos se ainda é lícito admitir a própria existência de uma 'guerra justa'."
Segundo a CNN, Ratzinger chamou a União Soviética de "uma vergonha do nosso tempo". Também condenou o capitalismo desenfreado, dizendo: "Devemos coordenar o livre mercado com o senso de responsabilidade de um para com o outro". Ele criticou repetidamente a materialização da vida e a "sociedade da ganância".
Na primavera de 2005, Bento se opôs a um referendo na Itália que visava liberalizar uma lei restritiva sobre inseminação artificial e pesquisa com células-tronco embrionárias. Esta foi a primeira intervenção direta na política italiana desde o colapso do partido Democrazia Cristiana. A pessoa mais ativa dentro da Igreja era o Cardeal Camillo Ruini, mas Bento XVI lhe deu claro apoio.

### Caso Galileu
Em 1990, Ratzinger comentou sobre o caso Galileu e citou o filósofo Paul Feyerabend dizendo que o veredicto da Igreja contra Galileu Galilei foi "racional e justo". Dois anos depois, em 1992, o Papa João Paulo II lamentou a forma como o caso Galileu foi tratado e admitiu que os teólogos da época erraram com seu entendimento de que a interpretação literal das escrituras impõe a compreensão física do mundo natural. Em janeiro de 2008, Ratzinger cancelou uma visita à Universidade La Sapienza em Roma, após uma carta de protesto assinada por sessenta e sete acadêmicos que diziam que ele tolerava o julgamento e a condenação de Galileu por heresia em 1633.